# Coupe Suzanne Lenglen

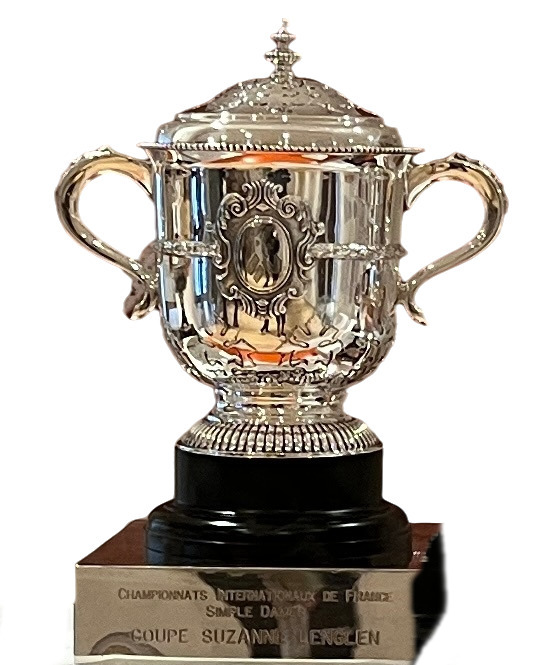
Coupe Suzanne Lenglen

Die Damentrophäe La Coupe Suzanne Lenglen erinnert an Frankreichs erfolgreichste Tennisspielerin der Geschichte. Suzanne Lenglen war der Superstar des Sports in den 1910er- und 1920er-Jahren und galt als fast unschlagbar. Seit 1979 wird die Trophäe an die Siegerin im Dameneinzel der French Open vergeben.

## Geschichte
Der aktuelle Pokal aus massivem Silber wurde 1985 kreiert und ist bis auf einige Details die Nachbildung eines Pokals, den die Stadt Nizza Suzanne Lenglen geschenkt hatte. Diese Trophäe, die 1976 von der Familie von Suzanne Lenglen dem Nationalen Sportmuseum gespendet wurde, wo sie ausgestellt ist, wurde zwischen 1979 und 1985 symbolisch jedem Gewinner überreicht, bis die Fédération Française de Tennis (FFT) nach Genehmigung des Nationalen Sportmuseums (Musée national du Sport) eine Kopie anfertigte. Ab 1986 erhält jeder siegreiche Spieler eine kleinere Nachbildung, wobei das Original Eigentum des französischen Tennisverbandes (FFT) bleibt. Jedes Jahr wird der Name der jeweiligen Siegerin eingraviert.
Das Pendant zur Coupe Suzanne Lenglen ist der Coupe des Mousquetaires für den Sieger im Herreneinzel.

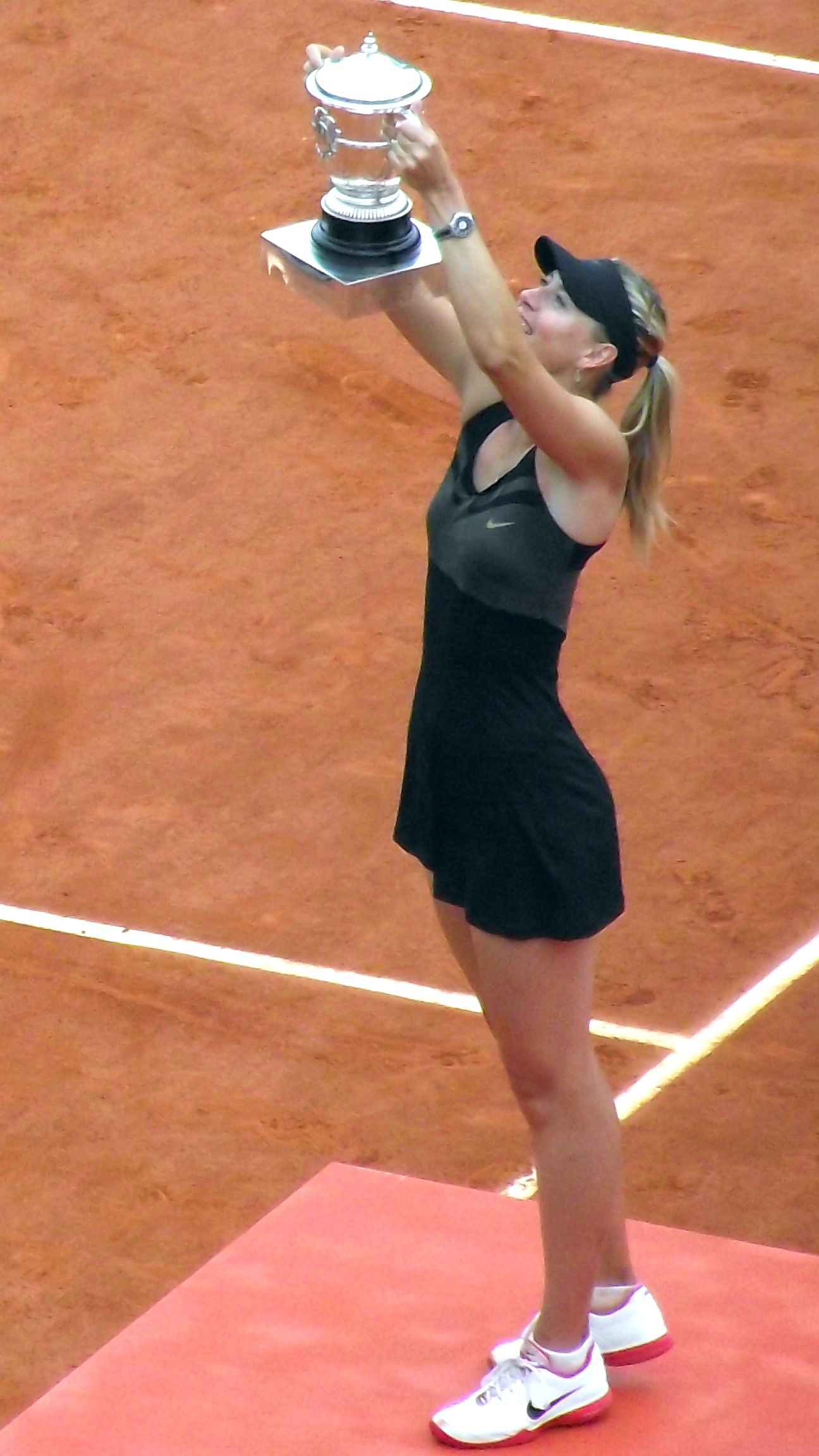
Marija Scharapowa, 2012
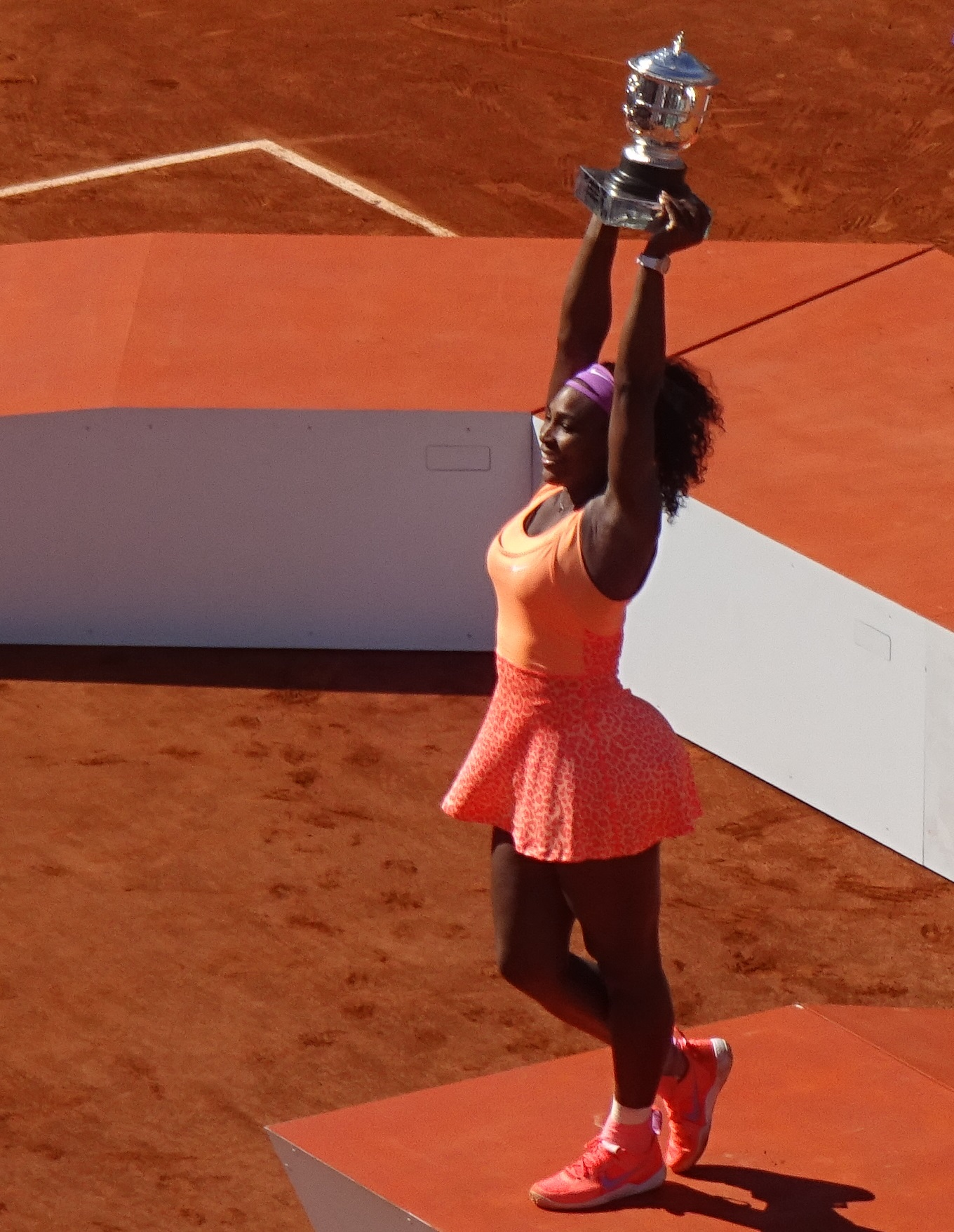
Serena Williams, 2015
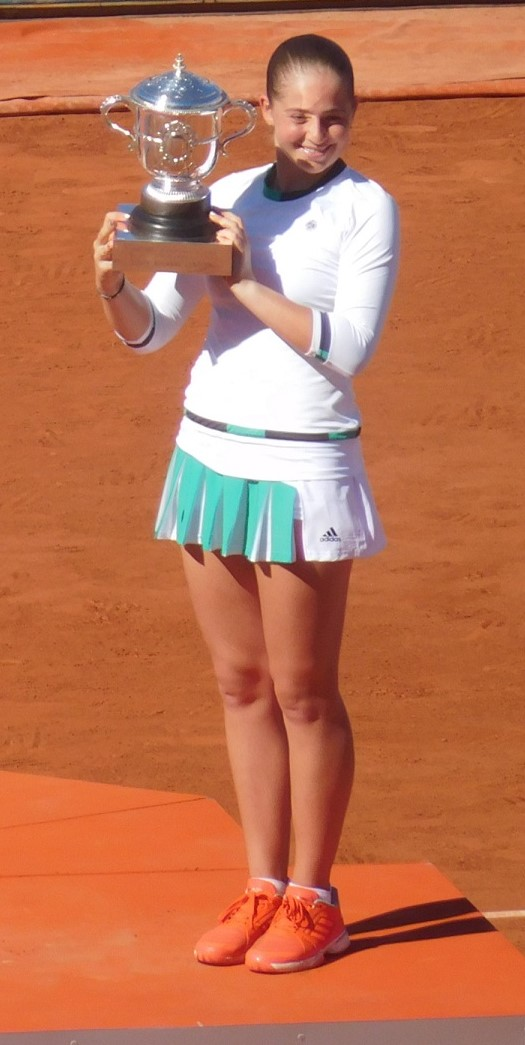
Jeļena Ostapenko, 2017
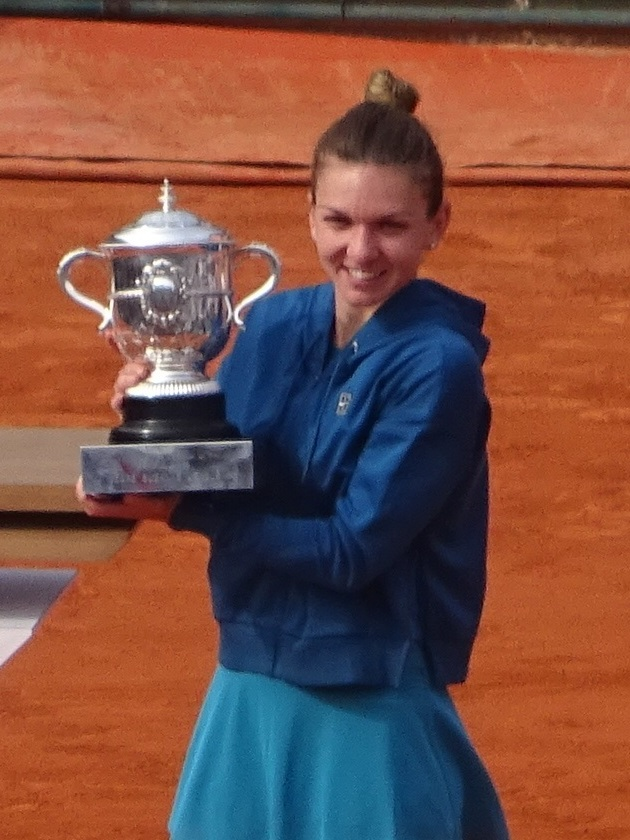
Simona Halep, 2018
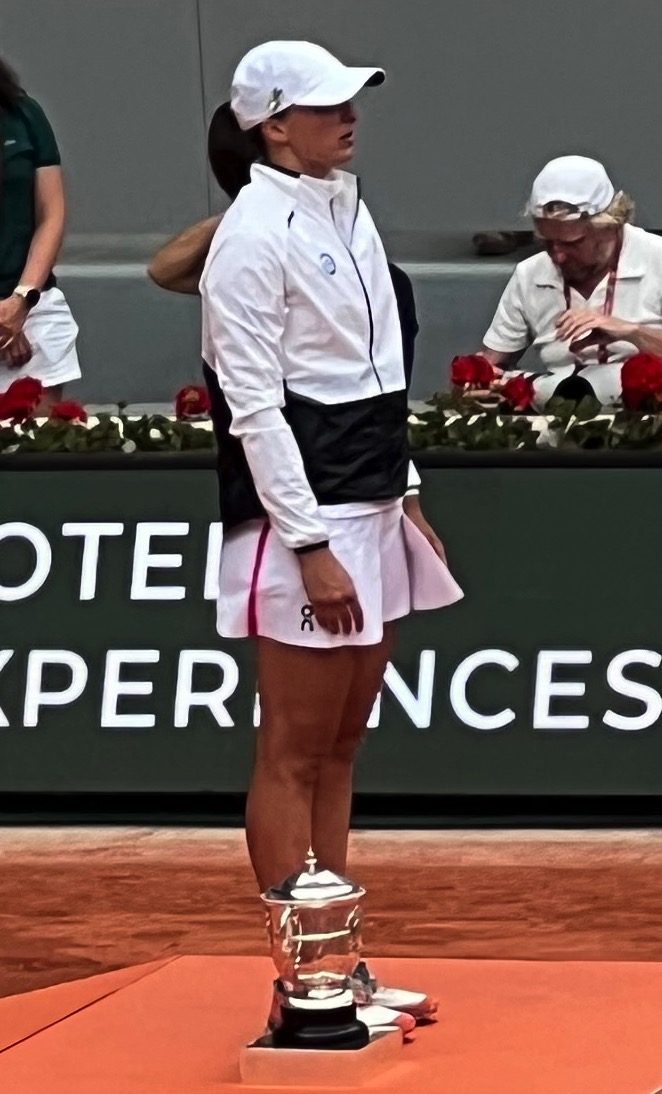
Iga Świątek, 2023

## Trivia
Bei der Gravur der Siegernamen schlich sich mehrmals ein Fehler ein. Im Jahr 2019 entdeckte eine Fotografin, dass die Britin Sue Barker (Titel 1976) als Australierin angegeben wird. 2020 wurde die Slowenin Mima Jaušovec (Titel 1977) mit dem fehlerhaften Namen Jausevec eingraviert. Der Graveur steht unter hohem Zeitdruck, denn er muss die Gravur in der kurzen Zeitspanne zwischen Sieg und Siegerehrung anfertigen.